# オルジェイ (衛王)
オルジェイ（モンゴル語: Өлзий, Ölǰei、中国語: 完澤、? - 1324年）は、モンゴル帝国第4代皇帝モンケ・カアンの庶子のアスタイの息子。『元史』などの漢文史料では完沢、『集史』などのペルシア語史料ではاولجای (Ūljāī) と記される。

## 概要
『元史』巻107宗室世系表ではオルジェイがウルン・タシュの息子であると記す一方、『集史』ではアスタイ（آسوتایĀsūtāī）の息子と記しており、記録が一致しない。しかし、『元史』宗室世系表は誤りが多いことで有名なこと、『元史』食貨志でオルジェイ時代の下賜がアスタイ家名義でなされていることなどから、『集史』に従ってアスタイの息子とするのが正しいとされる。
クビライ統治時代のオルジェイの動向は不明で、モンケ家王族の多くが参加した「シリギの乱」に加わったのかどうかも不明である。元貞2年（1296年）、当時モンケ・ウルス当主であったウルス・ブカが大元ウルスに投降した直後、オルジェイは初めて史書に名が記される。この時、オルジェイは成宗テムルより無邑国名の印を与えられている。
大徳9年（1305年）にはアリクブケ家のヨブクルとともに金印を賜り、衛安王に封ぜられた。これはウルス・ブカがそうであったように、元朝に敵対的であった諸王を優遇することでいまだ中央アジアで敵対を続ける人々に帰順を促す目的があったものと見られる。また、「衛安王」とはモンケ・ウルスに割り当てられた投下領の「衛輝路」に由来するものである。
テムルの死後即位した武宗カイシャンは、それまで限られた者にしか許されていなかった最高ランクの「一字王号」を乱発し、オルジェイもまた至大3年（1310年）に「衛安王」より新たに「衛王」に封ぜられた。この時点でモンケ家の中で一字王号を賜っているのはオルジェイただ一人であるため、この頃にはウルス・ブカに代わる新たなモンケ・ウルス当主と見なされていたものと見られる。
この後も仁宗アユルバルワダ・英宗シデバラに仕え続けたものと見られるが、皇慶元年（1312年）にオルジェイおよびその息子のチェチェクトゥに対して下賜があったことを除けば記録はない。
泰定元年（1324年）、新たにカアンとなったイェスン・テムルよりオルジェイの息子のチェチェクトゥに父の所部を承襲するよう命令がなされており、この頃にオルジェイは亡くなったものと見られる。

## 子孫
『元史』では郯王徹徹禿という息子がいたことを記す。『集史』にはオルジェイの息子に関する記述はないものの、『五族譜』・『高貴系譜』といった系図集にはオルジェイの息子としてチェチェクトゥ（چکتوChektū）の名前が記されており、これが「徹徹禿」に相当するものと見られる。また、『高貴系譜』のみにはBārītāīという息子がいたことを記しているが、他の史料での裏付けはとれず実在したかどうかは不明である。

## モンケ家の系図
- モンケ・カアン - トルイの長男で、モンケ・ウルスの創始者。
  - バルトゥ（Baltu,班禿／بالتوBāltū） - モンケの嫡長子。
    - トレ・テムル（Töre-temür,توراتیمورTūlā tīmūr） - バルトゥの息子。

  - ウルン・タシュ（Ürüng-daš,玉龍答失／اورنگتاشŪrung tāsh） - モンケの次男で、第2代モンケ・ウルス当主。
    - サルバン（Sarban,撒里蛮／ساربانSārbān） - ウルン・タシュの息子。

  - シリギ（Sirigi,昔里吉شیرکیShīrkī） - モンケの庶子で、第3代モンケ・ウルス当主。
    - ウルス・ブカ（Ulus-buqa,兀魯思不花王／اولوس بوقاŪlūs būqā） - シリギの息子で、第4代モンケ・ウルス当主。
      - コンコ・テムル（Qongqo-temür,并王晃火帖木児／قونان تیمورQūnān tīmūr） - ウルス・ブカの息子
        - チェリク・テムル（Čerik-temür,徹里帖木児） - コンコ・テムルの息子で、第7代モンケ・ウルス当主。

      - テグス・ブカ（Tegüs-buqa,武平王帖古思不花） - ウルス・ブカの息子、コンコ・テムルの弟で、第2代武平王。

    - トレ・テムル（Töre-temür,توراتیمورTūlā tīmūr） - シリギの息子。
    - トゥメン・テムル（Tümen-temür,武平王禿満帖木児／تومان تیمورTūmān tīmūr） - シリギの息子で、初代武平王。

  - アスタイ（Asudai,阿速歹／آسوتایĀsūtāī） - モンケの庶子
    - オルジェイ（Ölǰei,衛王完沢／اولجایŪljāī） - アスタイの息子で、第5代モンケ・ウルス当主。
      - チェチェクトゥ（Čečektu,郯王徹徹禿／چکتوChektū） - オルジェイの息子で、第6代モンケ・ウルス当主。

    - フラチュ（Hulaču,忽剌出／هولاچوHūlāchū） - アスタイの息子。
    - ハントム（Hantom,هنتوم／Hantūm） - アスタイの息子。
    - オルジェイ・ブカ（Ölǰei buqa,اولجای بوقا／Ūljāī būqā） - アスタイの息子[1]。